# Curcuma ferruginea
Curcuma ferruginea là một loài thực vật có hoa trong họ Gừng. Loài này được William Roxburgh mô tả khoa học đầu tiên năm 1810.

## Từ nguyên
Tính từ định danh ferruginea là từ tiếng Latinh (giống đực: ferrugineus, giống cái: ferruginea, giống trung: ferrugineum), nghĩa là màu gỉ sắt hay vị sắt. Ở đây là nói tới màu nâu đỏ gỉ sắt của bẹ cán hoa và lá.

## Phân bố
Loài này có tại khu vực Bengal, tại đông bắc Ấn Độ, Bangladesh và Myanmar.

## Mô tả
Cây cao khoảng 4 ft (1,2 m). Thân hành và củ chân vịt nhiều, ruột màu vàng nhạt, rất thơm. Bẹ của cán hoa và lá màu nâu đỏ rỉ sắt, với ánh đỏ nhạt xuôi xuống đoạn giữa của mặt trên lá, rõ nét khi lá non, đặc biệt rõ ở những lá đầu mùa. Lá hình mác rộng, nhẵn nhụi. Ra hoa tháng 4-5. Hoa to, ít, viền ngoài màu ánh đỏ, bên trong vàng sẫm. Lá bắc của phần sinh sản của cành hoa bông thóc có màu nâu đỏ rỉ sắt; lá bắc mào ít, màu đỏ thắm.